# 圣塞宁圣殿

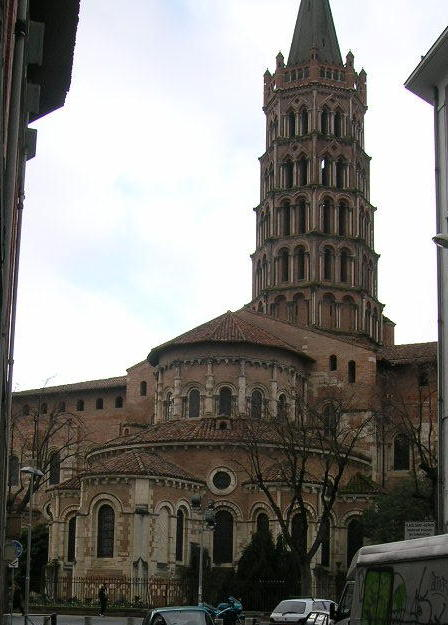
教堂的东端和塔楼

圣塞宁圣殿（法語：Basilique Saint-Sernin）位于法国图卢兹，建于公元1080年至公元1120年间，是一座罗马式的教堂。此教堂是一座砖制建筑，由于当地缺乏石料，只有少数部位才用到石材。它是在一座早期的巴西利卡式教堂的基础上兴建的，而这座建于4世纪的巴西利卡式教堂的前身是建于约公元250年的一座教堂——天主教图卢兹总教区的第一座教堂。